# 31. SS-Freiwilligen-Grenadier-Division
De 31. SS-Freiwilligen-Grenadier-Division was een divisie van de Waffen-SS. De divisie bestond uit Volksduitsers uit de regio Bačka en de officieren waren voornamelijk afkomstig van de ontbonden 23. Waffen-Grenadier-Division der SS Kama. Ze was uitsluitend actief aan het oostfront. De divisie kreeg nooit officieel een eretitel, maar ze stond bekend als Batschka, genoemd naar de Duitse benaming van de streek waar de meeste manschappen waren gerekruteerd.

## Ontstaan en vorming
In september 1944 begon de Waffen-SS met de oprichting van nieuwe divisies in Hongarije. De Volksduitsers, voornamelijk in de regio Bačka, werden voor de dienstplicht opgeroepen. In tegenstelling tot de meeste divisies die op dit late tijdstip in de oorlog werden opgericht, had 31. SS-Freiwilligen-Grenadier-Division wel voldoende manschappen. Het Rode leger was Hongarije dicht genaderd en de Hongaarse Volksduitsers wilden hun huizen en families verdedigen. Er waren echter geen zware wapens ter beschikking of voldoende tijd om de manschappen te trainen.
De 31. SS-Freiwilligen-Grenadier-Division stond bekend onder verschillende namen, maar geen van deze benamingen was officieel. De manschappen spraken over Bačka, naar hun geboorteregio en de officieren over de 31. SS-Freiwilligen-Gebirg-Division als opvolger van de Kama-divisie. Op het einde van de oorlog vocht een deel van de divisie als Kampfgruppe Böhmen-Mähren.

## Krijgsgeschiedenis
Na een korte training werd de divisie in november 1944 ingezet aan het Hongaarse front als deel van het 2e Hongaarse leger. Door de gebrekkige uitrusting en de onervarenheid van de soldaten leed de 31. SS-Freiwilligen-Grenadier-Division zware verliezen. Nog voor het einde van de maand moest de divisie uit de frontlijn worden teruggetrokken. Om de verliezen aan te vullen, werd het SS-Polizei-Regiment Brixen aan de divisie toegevoegd. Dit regiment bestond net zoals de rest van de divisie uit Volksduitsers. Ze waren voornamelijk afkomstig uit Zuid-Tirol. Na een korte rustperiode werd de 31. SS-Freiwilligen-Grenadier-Division begin januari 1945 als reserve van het 17e leger in Silezië ingezet. Op het einde van de oorlog gaf ze zich nabij Köninggrätz over aan het Rode leger.

## Bekende oorlogsmisdaden[4]
Twee officieren van de divisie hebben gediend in de concentratiekampen. Deze getal bevat ook de officieren die voor of na hun dienst in de divisie in de kampen en Einsatzgruppen hebben gediend.
In 1944 namen soldaten van deze divisie deel aan het vermoorden van Joden In het dorp Tscherwenka (Czervenka) in Hongarije (hedendaags Servië). De Joden werkte voorheen als slavenarbeiders in de mijnen.

## Commandanten[6][7]
| Rang                                                                         | Naam                    | Begin          | Eind                     |
| ---------------------------------------------------------------------------- | ----------------------- | -------------- | ------------------------ |
| SS-Oberführer der Waffen-SS / SS-Brigadeführer en Generalmajor der Waffen-SS | Gustav Lombard          | 1 oktober 1944 | April 1945               |
| SS-Brigadeführer en Generalmajor der Waffen-SS                               | August Wilhelm Trabandt | April 1945     | 8 mei 1945 - 10 mei 1945 |

## Gebieden van operaties[4][6]
- Oktober 1944 – mei 1945: Hongarije en Tsjecho-Slowakije

## Samenstelling
- 78.SS-Freiwilligen-Grenadier-Regiment
- 79.SS-Freiwilligen-Grenadier-Regiment
- 80.SS-Freiwilligen-Grenadier-Regiment
- SS-Polizei-Regiment Brixen
- 31.SS-Freiwilligen-Artillerie-Regiment
  - 31.Waffen-SS-Panzerjäger-Abteilung
  - 31.Waffen-SS-Füsilier-Abteilung
  - 31.Waffen-SS-Pioneer-Abteilung
  - 31.Waffen-SS-Nachrichten-Abteilung
  - 31.SS-Feldersatz-Bataillon

## Houders van het Ridderkruis van het IJzeren Kruis
In deze divisie waren er geen houders van het Ridderkruis van het IJzeren Kruis.